# Guamaré
Guamaré är en kommun i Brasilien.   Den ligger i delstaten Rio Grande do Norte, i den östra delen av landet, 1 700 km nordost om huvudstaden Brasília. Antalet invånare är 12 431.
Trakten runt Guamaré består huvudsakligen av våtmarker. Runt Guamaré är det mycket glesbefolkat, med 6 invånare per kvadratkilometer.